# ミヤジマトンボ
ミヤジマトンボ(Orthetrum poecilops)は、トンボ目トンボ科に分類されるトンボ。

## 分布
中華人民共和国（広東省、福建省）、香港、日本（厳島＜宮島＞）

## 形態
オスは成熟すると、全身に白い粉をまとう。メスは成熟すると黒っぽくなり、老熟すると薄く白い粉をまとう。
オスはシオカラトンボによく似ているが、より小型で細身。トンボとしては汽水域という特殊環境に生息する数少ない種である。こういう汽水域に生息するトンボは、他のトンボ類との競合を避けるようになった傾向が強く、同じように汽水域に住むヒヌマイトトンボと同じに、他のトンボ類が住みつかない場所に住み、他のトンボ類に比べてやや飛翔力も弱い。

## 分類
厳島産の個体群を亜種O. p. miyajimaenseとする説もある。一方で基亜種と形態や生態・ミトコンドリアDNAの分子系統解析では、差異はないとされる。

## 人間との関係
宅地開発や養殖池への転換などによる生息地の破壊により、生息数が減少している。
日本
台風による生息地や排水路の埋没、ごみの漂着、採集、イノシシによる生息地の掘り起しなどによる影響が懸念されている。発見地である山白浦の生息地は、1958年に埋め立てにより消滅している。生息地は2015年の時点でラムサール条約に登録されている。日本では2015年の時点で瀬戸内海国立公園指定動物および広島県の条例で特定野生生物種に指定され、採集は法的に規制されている。ミヤジマトンボ保護管理連絡協議会などによる、保護活動が進められている。
（亜種O. p. miyajimaenseとして）ENDANGERED (IUCN Red List Ver. 2.3 (1994))

絶滅危惧IA類 (CR)（環境省レッドリスト）
本種は1936年6月21日、広島県立広島工業学校の教員であった結城次郎によって、厳島の山白浦で発見され、土居寛暢と共著で発表されたのが初出である。第二次世界大戦後は開発によって産地が消滅し、現在は厳島島内の4カ所でしか生息が確認されておらず、日本のトンボ類の中では最も絶滅が心配される種の一つである。現在、ミトコンドリアDNAの解析研究の結果、中国南部のトンボと、厳島のミヤジマトンボは同じ種とされている。
砂の打ち上げによる生息環境の劣化や、珍しいトンボと言うことでの密採集が懸念され、平成3年台風第19号でも厳島神社だけでなく、本種の生息地にまで大打撃が及んでしまい、個体数は年ごとに減少傾向にあったが、ミヤジマトンボ保護管理連絡協議会の活動の結果、やや持ち直している。